# كونغيلتون (دائرة انتخابية في المملكة المتحدة)
كونغيلتون (بالإنجليزية: Congleton)‏ هي إحدى الدوائر الانتخابية في المملكة المتحدة الممثلة في مجلس العموم في برلمان المملكة المتحدة.
عضو البرلمان الذي يمثلها حالياً هو :Ann Winterton (Con).